# Die weiße Sklavin, 3. Teil
Die weiße Sklavin, 3. Teil ist ein deutscher Stummfilm von und mit Viggo Larsen.

## Handlung
Die Handlung orientiert sich weitgehend an dem dänischen Original: Edith von Felsen ist ein Waisenmädchen aus gutem Hause. Eines Tages wird sie von ihrer Tante nach London eingeladen. Auf ihrer Reise dorthin lernt sie eine Dame kennen, die sich offensichtlich sehr für sie zu interessieren beginnt. Edith ahnt nicht, dass diese Frau sie lediglich aushorcht und alles über ihre Lebensumstände wissen will, denn sie gehört einem britischen Mädchenhändlerring an. Angeblich kann die Tante in London Edith nicht abholen, und so ist es jene ominöse Reisebekanntschaft, die Edith bei ihrer Ankunft auf englischem Boden mit einigen Helfershelfern sofort unter ihre Fittiche nimmt.
Man fährt gemeinsam in ein Haus, das sich als Bordellbetrieb entpuppt. Ohne lange zu zögern, verlangt man von Edith, sich als Prostituierte zu verdingen. Als sie sich weigert, misshandelt man sie und sperrt sie ein. Ediths einzige Chance auf Rettung ist der Ingenieur Faith, der auf der Überfahrt nach England die junge Dänin kennengelernt und mit ihr die Adressen ausgetauscht hatte. Als er sie besuchen will, kann er Edith unter der angegebenen Adresse nicht anfinden und auch Ediths Tante weiß nicht, wo das Mädchen steckt. Daraufhin kontaktiert Faith den Londoner Detektiv Kenny, und beide stellen Nachforschungen an, um den Verbleib des Mädchens zu klären. Kenny, Faith und die Polizei kommen den Mädchenhändlern schließlich auf die Spur und können Edith aus deren Fängen befreien.

## Produktionsnotizen

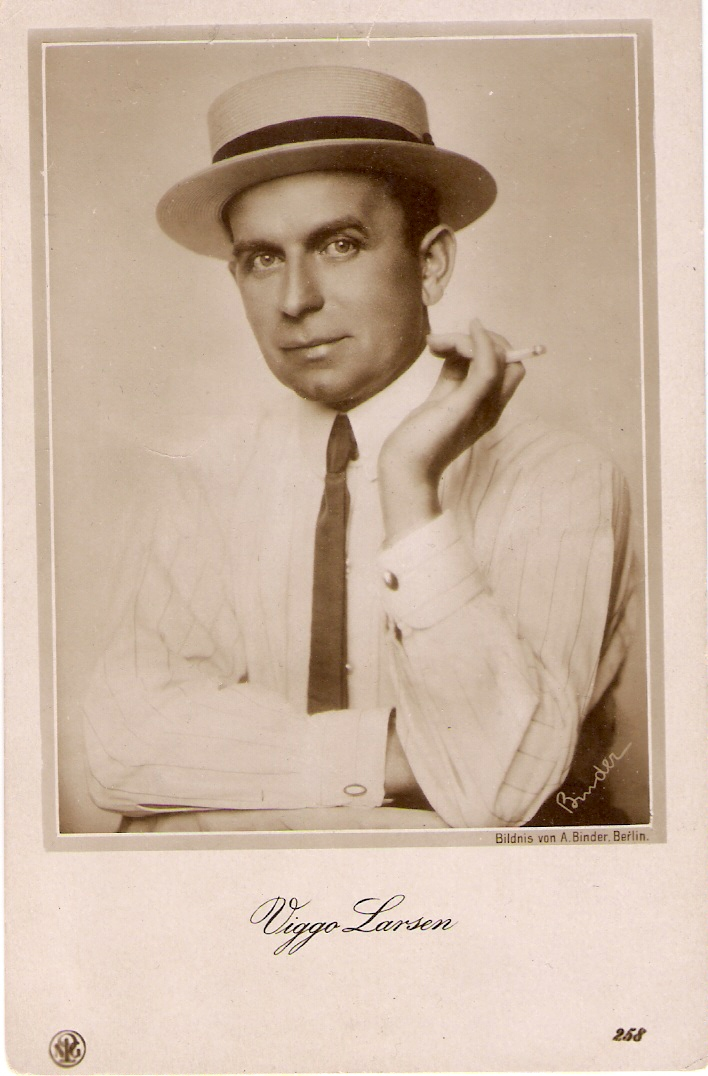
Autogrammkarte von Viggo Larsen

Die weiße Sklavin, 3. Teil ist ein im Vitascope-Atelier in Berlins Lindenstraße 32–34 entstandenes, deutsches Remake des zum Jahresbeginn angelaufenen dänischen Films Die weiße Sklavin II, des zweiten Teils eines dreiteiligen Filmzyklus zum Thema Mädchenhandel, den die Nordisk Film Kompagni von 1910 bis 1912 herstellte.
Der deutsche Film war etwa 900 Meter lang, verteilt auf drei Akte, und lief eine Woche nach der Zensurprüfung (17. Juni 1911) am 24. Juni 1911 in Berlin an. Larsens Filmpartnerin war wie stets in jenen Jahren Wanda Treumann. Die Hauptrolle der verfolgten Unschuld spielte Erna Nitter.